# Филип (Саксония-Мерзебург-Лаухщет)
Вижте пояснителната страница за други личности с името Филип.
Филип фон Саксония-Мерзебург-Лаухщет (на немски: Philipp von Sachsen-Merseburg-Lauchstädt; * 26 октомври 1657, Мерзебург; † 21 юни 1690, Фльорюс) от рода на Албертинските Ветини, е от 1684 до 1690 г. херцог на Саксония-Мерзебург-Лаухщет.

## Живот
Той е петият син на херцог Кристиан I фон Саксония-Мерзебург (1615 – 1691) и съпругата му Кристиана фон Шлезвиг-Холщайн-Зондербург-Глюксбург (1634 – 1701), дъщеря на херцог Филип фон Шлезвиг-Холщайн-Зондербург-Глюксбург (1584 – 1663). Брат е на Кристиан II (1653 – 1694), херцог на Саксония-Мерзебург, Август (1655 – 1715), херцог на Саксония-Мерзебург-Цьорбиг, Хайнрих (1661 – 1738), херцог на Саксония-Мерзебург-Шпремберг и от 1731 г. на цялото Херцогство Саксония-Мерзебург.
Филип получава от баща си през 1684 г. Амт Лаухщет с град и дворец Бад Лаухщет за резиденция.
Филип започва военна кариера. Като полковник е на служба при херцога на Брауншвайг и офицер на имперската войска против Луи XIV. Той е убит през Войната за Пфалцкото наследство на 21 юни 1690 г. на 32 години в битката при Фльорюс. Закаран е в Мерзебург и е погребан в оловен ковчег в катедралата на Мерзебург. Понеже няма жив мъжки наследник неговия апанаж получава баща му обратно, който го предоставя на вдовицата му.

## Фамилия
Филип се жени два пъти.
Първи брак: 9 юли 1684 г. във Ваймар с херцогиня Елеонора София фон Саксония-Ваймар (* 22 март 1660; † 4 февруари 1687), дъщеря на херцог Йохан Ернст II фон Саксония-Ваймар (1627 – 1683) и херцогиня Христиана Елизабет фон Холщайн-Зондербург-Францхаген (1638 – 1679). Те имат децата:
- Христина Ернестина (1685 – 1689)
- Йохан Вилхелм (1687 – 1687)

Втори брак: 17 Аугуст 1688 г. в Бернщат с херцогиня Луиза Елизабет фон Вюртемберг-Оелс (* 4 март 1673; † 28 април 1736), дъщеря на херцог Кристиан Улрих I фон Вюртемберг-Оелс (1652 – 1704) и първата му съпруга принцеса Анна Елизабет фон Анхалт-Бернбург (1647 – 1680), дъщеря на княз Кристиан II фон Анхалт-Бернбург. Те имат един син:
- Христиан Лудвиг (1689 – 1690)